# Шицзиншань
Шицзинша́нь (кит. упр. 石景山, пиньинь Shíjǐngshān) — район городского подчинения в столице КНР Пекине (один из шести центральных районов города).

## География
Шицзиншань расположен в юго-западной части пекинского мегаполиса, к западу от городского ядра Пекина. Район охватывает цепь холмов Сишань.
Шицзиншань имеет площадь в 86 км², что делает его одним из самых маленьких районов Пекина. Граничит с районами Хайдянь на востоке, Фынтай на юге и Мыньтоугоу на западе и севере.

## История
В 1948 году на этой территории был образован 27-й район Бэйпина (первый случай, когда эта территория стала единой административной единицей). В 1949 году 27-й район был переименован в 19-й район, а в 1950 году 19-й район был переименован в 15-й район. В сентябре 1952 года городское правительство вновь изменило административное деление города, и 15-й район был переименован в район Шицзиншань.

## Административное деление
Район Шицзиншань делится на 9 уличных комитетов:
- Бабаошань (Babaoshan Subdistrict,	八宝山街道)
- Бацзяо (Bajiao Subdistrict, 八角街道)
- Гуаннин (Guangning Subdistrict, 广宁街道)
- Гучэн (Gucheng Subdistrict, 古城街道)
- Лаошань (Laoshan Subdistrict, 老山街道)
- Лугу (Lugu Subdistrict, 鲁谷街道)
- Пингоюань (Pingguoyuan Subdistrict, 苹果园街道)
- Улито (Wulituo Subdistrict, 五里坨街道)
- Цзиньдин-авеню (Jinding Avenue Subdistrict, 金顶街街道)

## Экономика
Ранее значительную площадь района занимал металлургический комбинат Шоуган. После переноса производственных мощностей за пределы Пекина, на территории комбината был создан Индустриальный парк «Шоуган» с многочисленными культурными и спортивными центрами, офисными, выставочными и торговыми комплексами, музеями и конференц-залами. По парку можно передвигаться за рулем беспилотного такси с технологией автономного вождения.

### Розничная торговля
Крупнейшими торговыми центрами района являются Shijingshan Wanda Plaza и Xirondo Plaza.

## Транспорт
Через территорию района проходят:
- Пятая кольцевая автодорога Пекина
- Годао 109
- Пекинский маглев
- 1-я линия Пекинского метро
- 6-я линия Пекинского метро
- 11-я линия Пекинского метро

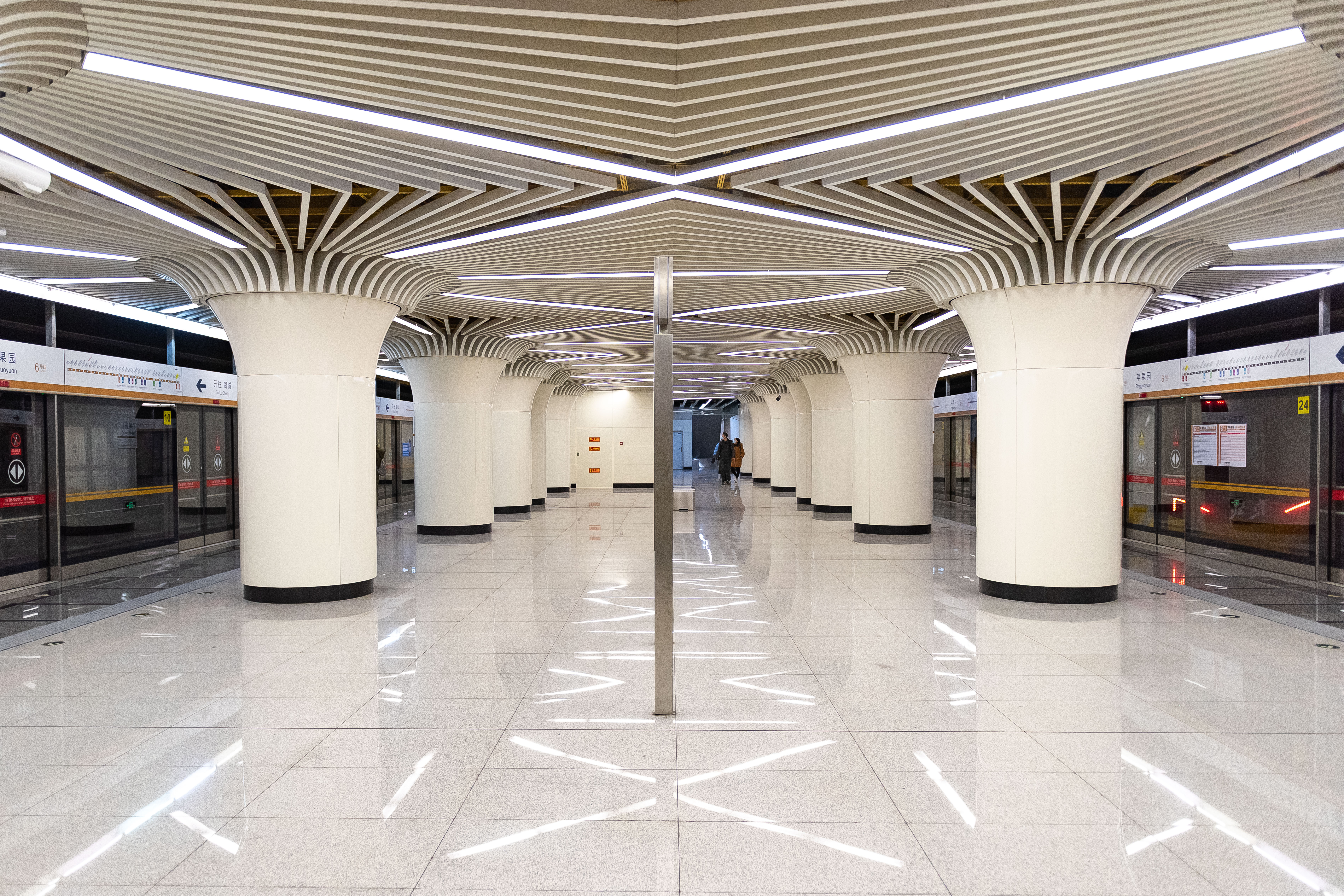
Станция метро Пингоюань

- Линия пригородной электрички Ямэнькоу — Тунчжоу
- Железная дорога Пекин — Мыньтоугоу
- Железная дорога Пекин — Юаньпин
- Железная дорога Пекин — Чанъян
- Железная дорога Фынтай — Шачэн

## Наука и образование

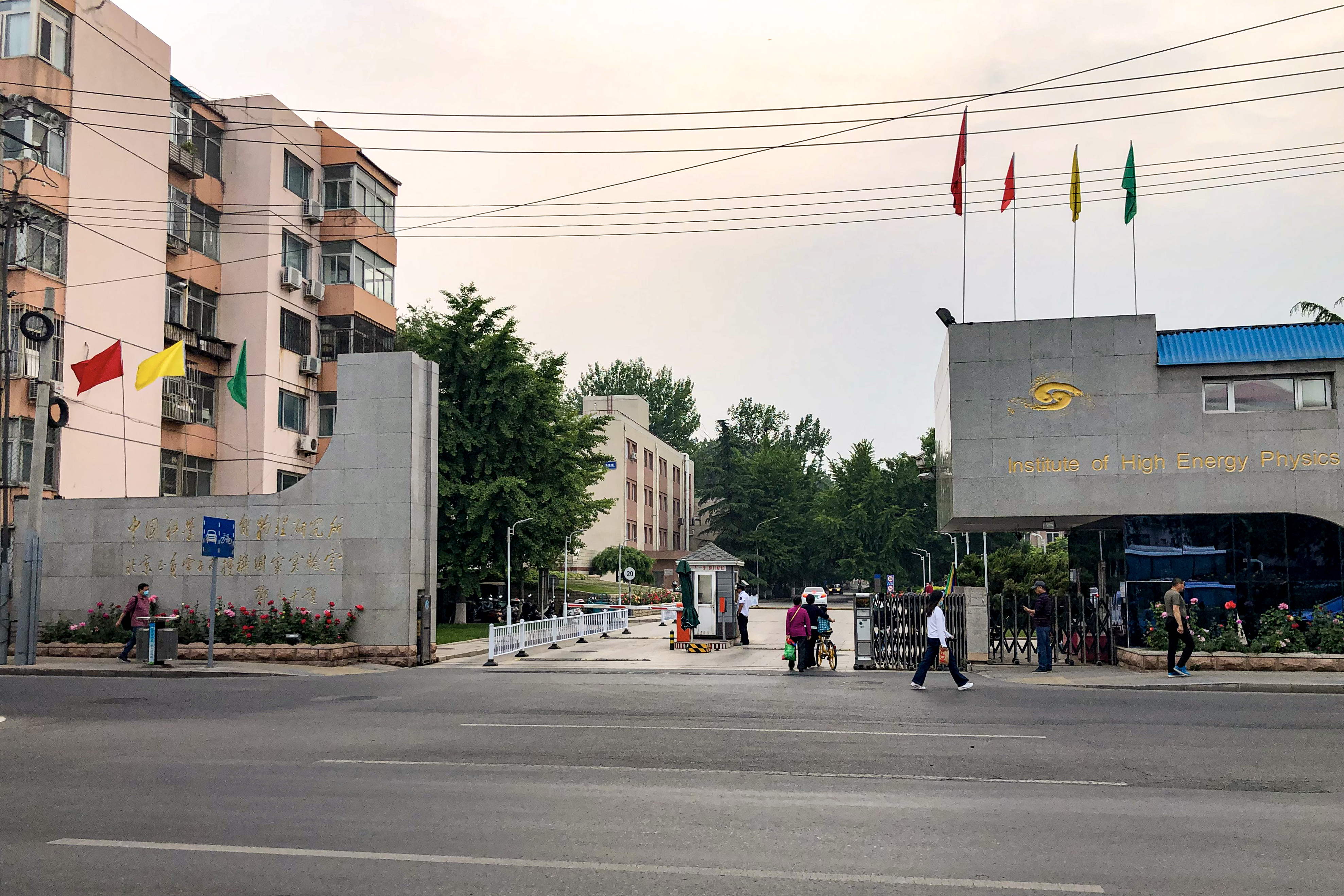
Институт физики высоких энергий

- Северо-Китайский технологический университет
- Институт физики высоких энергий Академии наук КНР

## Здравоохранение
- Глазная больница Китайской академии медицинских наук
- Больница пластической хирургии Китайской академии медицинских наук
- Пекинская реабилитационная больница
- Шицзиншаньская больница

## Спорт

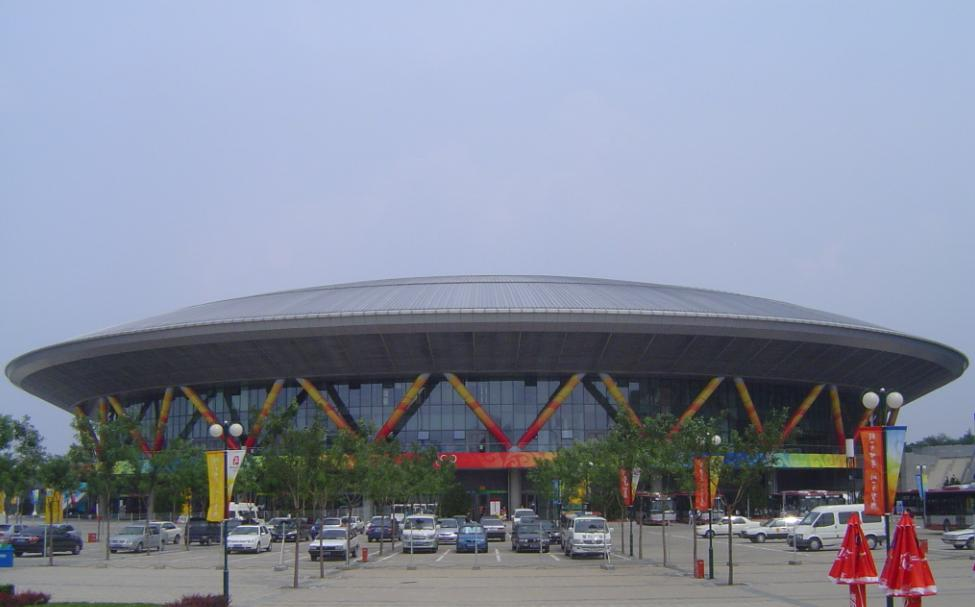
Велодром Лаошань

- Велокомплекс Лаошань
- Трамплин «Биг-эйр Шоуган»
- Пекинское стрельбище

## Достопримечательности
На территории района Шицзиншань находятся:
- Монастырский комплекс Бадачу
- Храм Фахай
- Революционное мемориальное кладбище Бабаошань
- Пекинский парк скульптур
- Шицзиншаньский парк развлечений
- Зимний Олимпийский парк (Индустриальный парк Шоуган)
- Гробница Тянь И

## Галерея

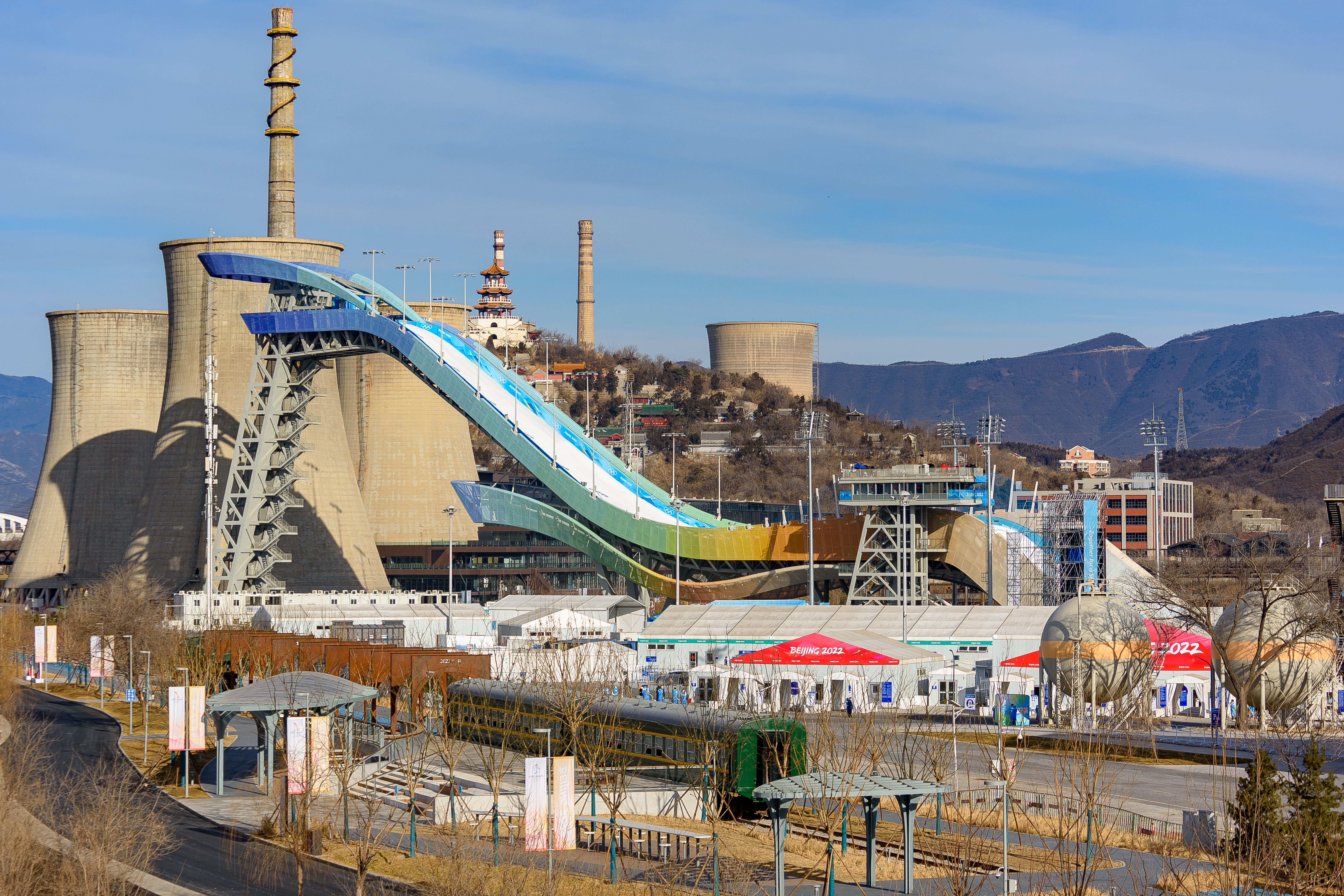
Зимний Олимпийский парк
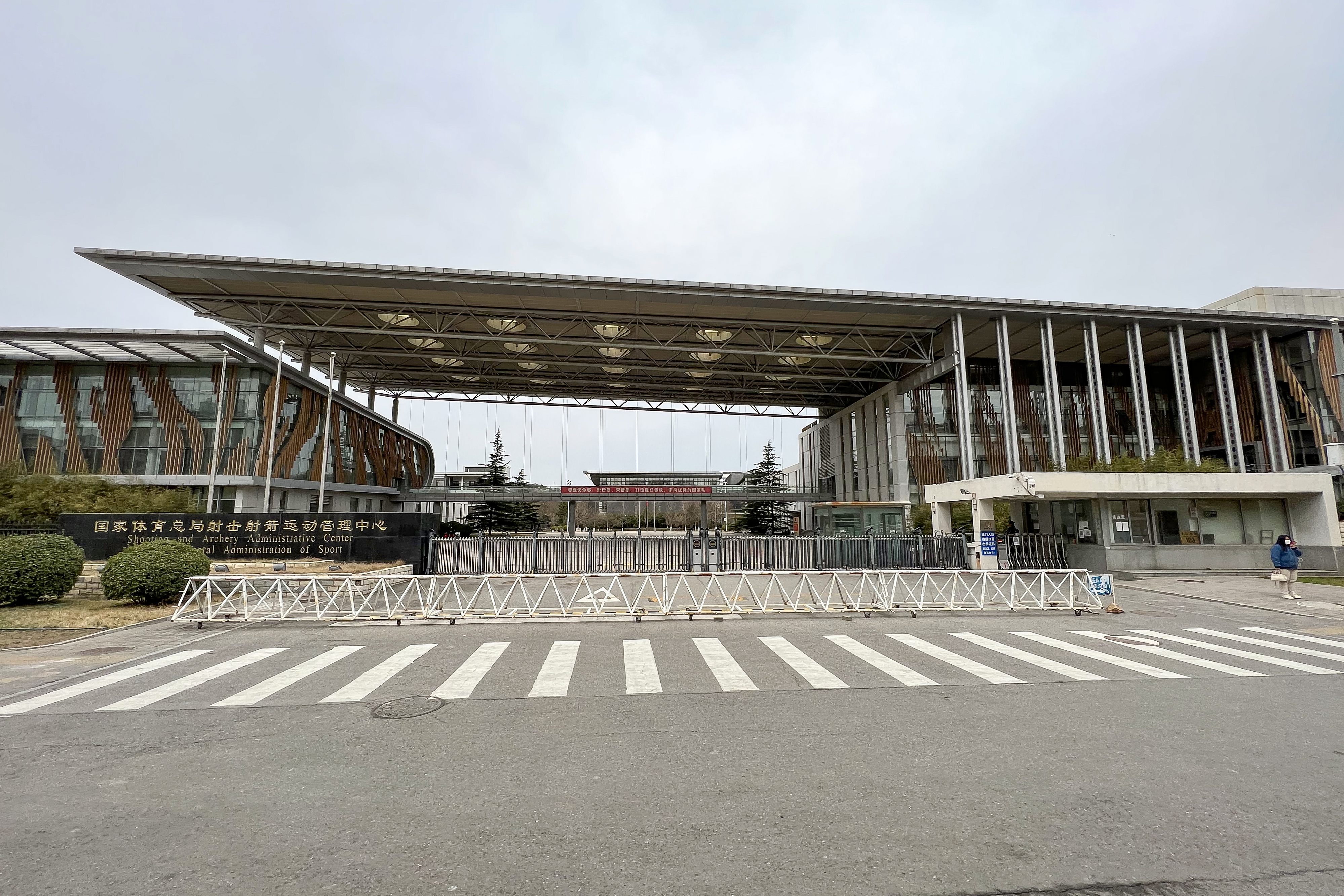
Стрельбище
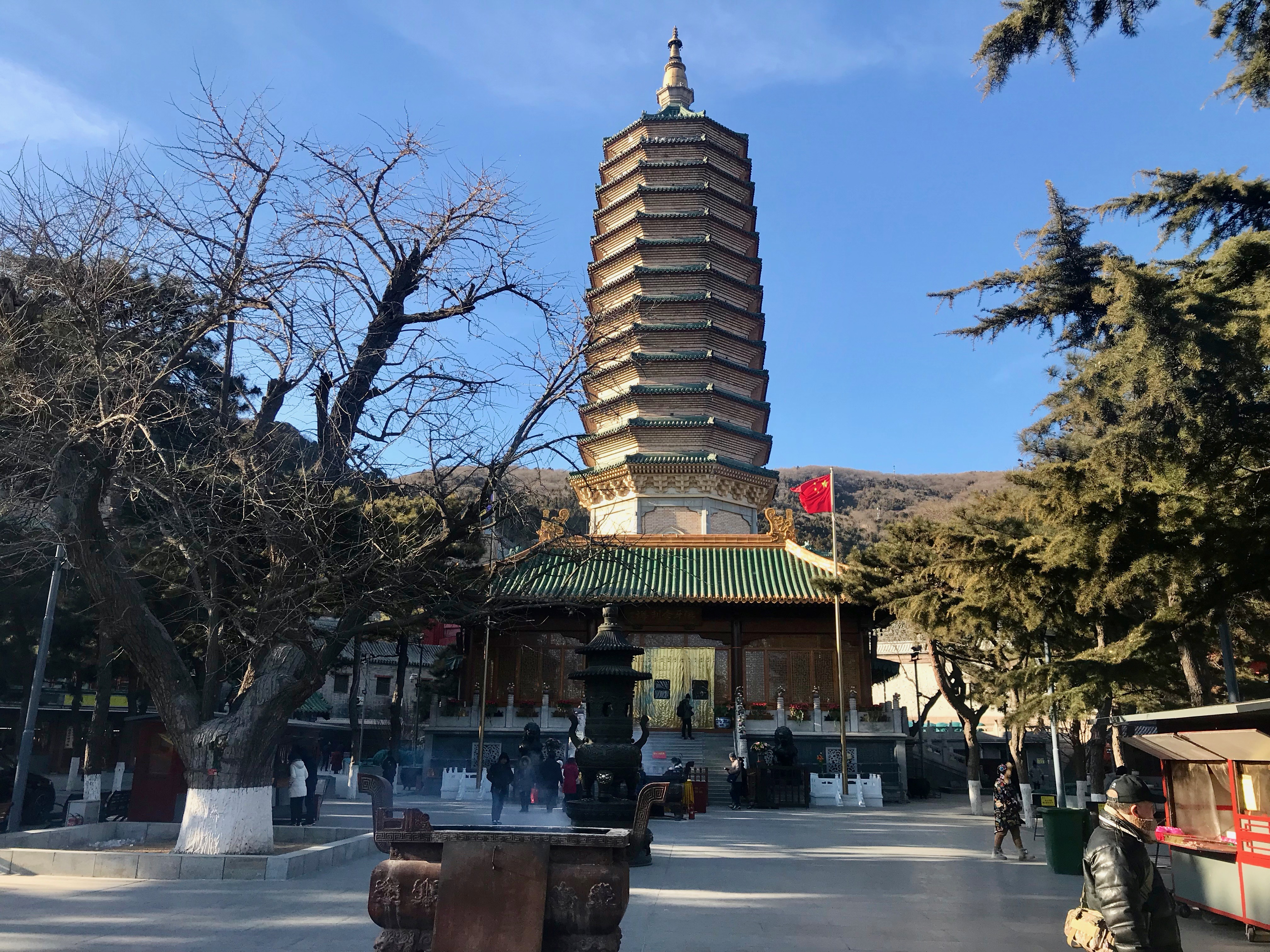
Бадачу
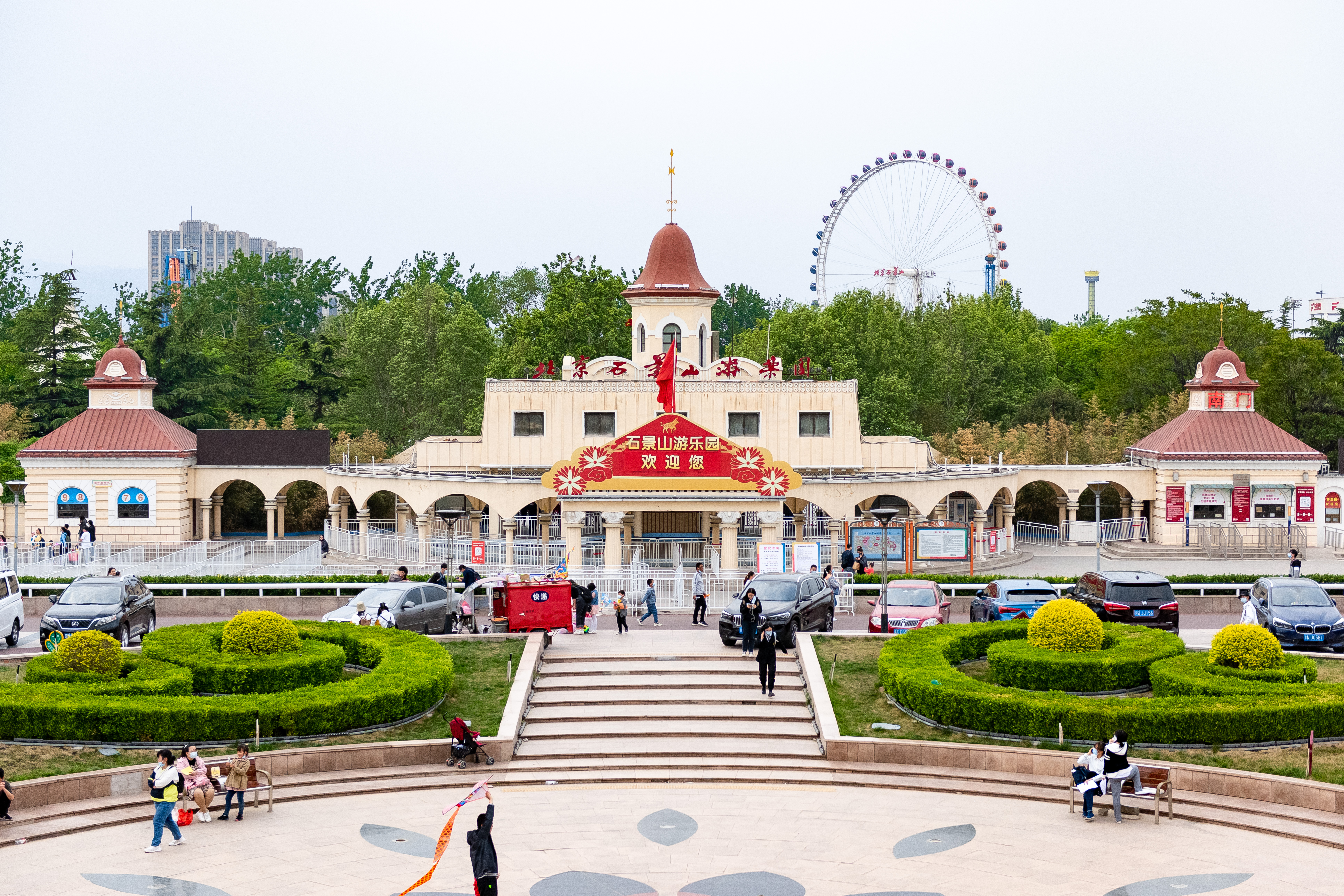
Парк развлечений
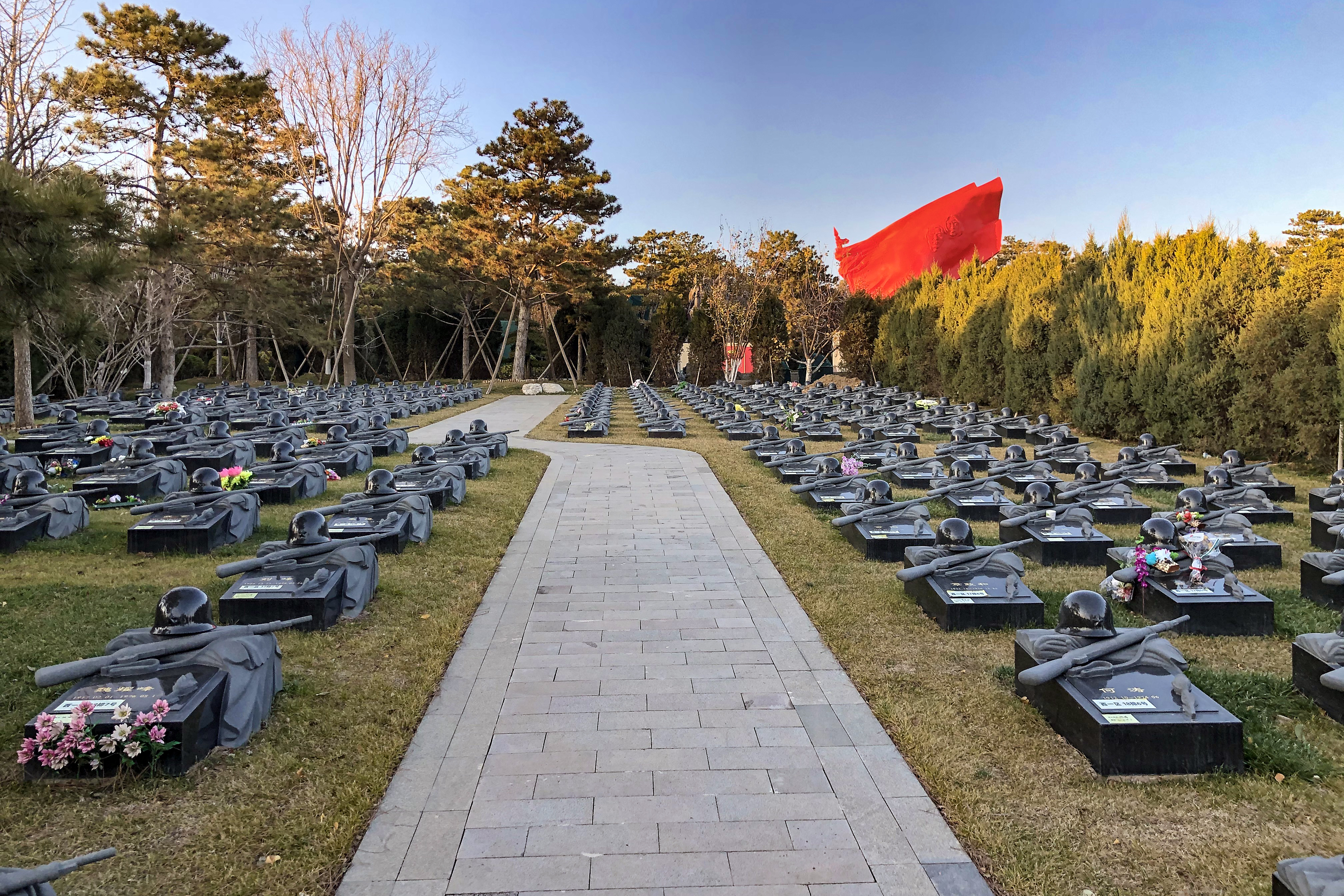
Кладбище Бабаошань
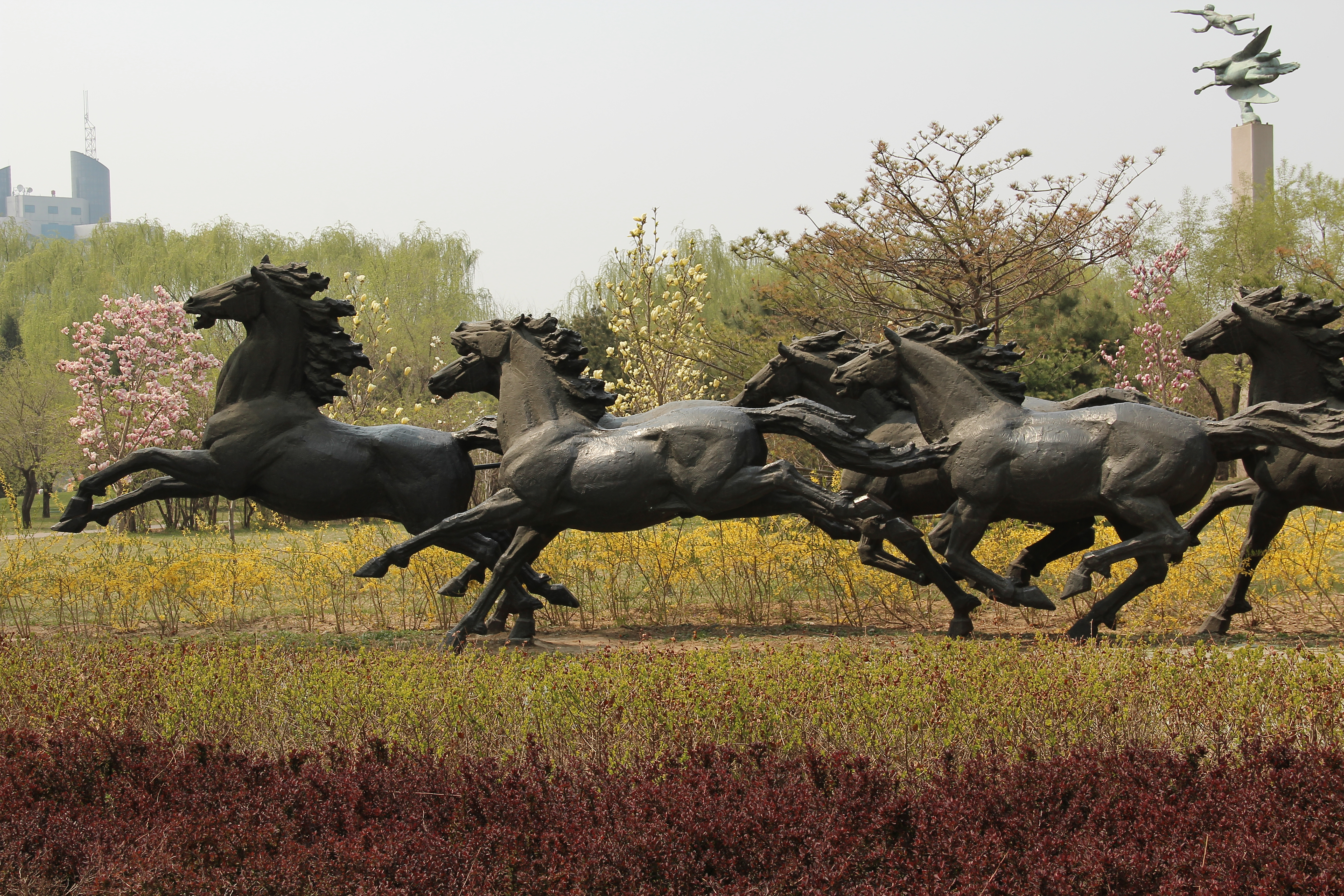
Парк скульптур
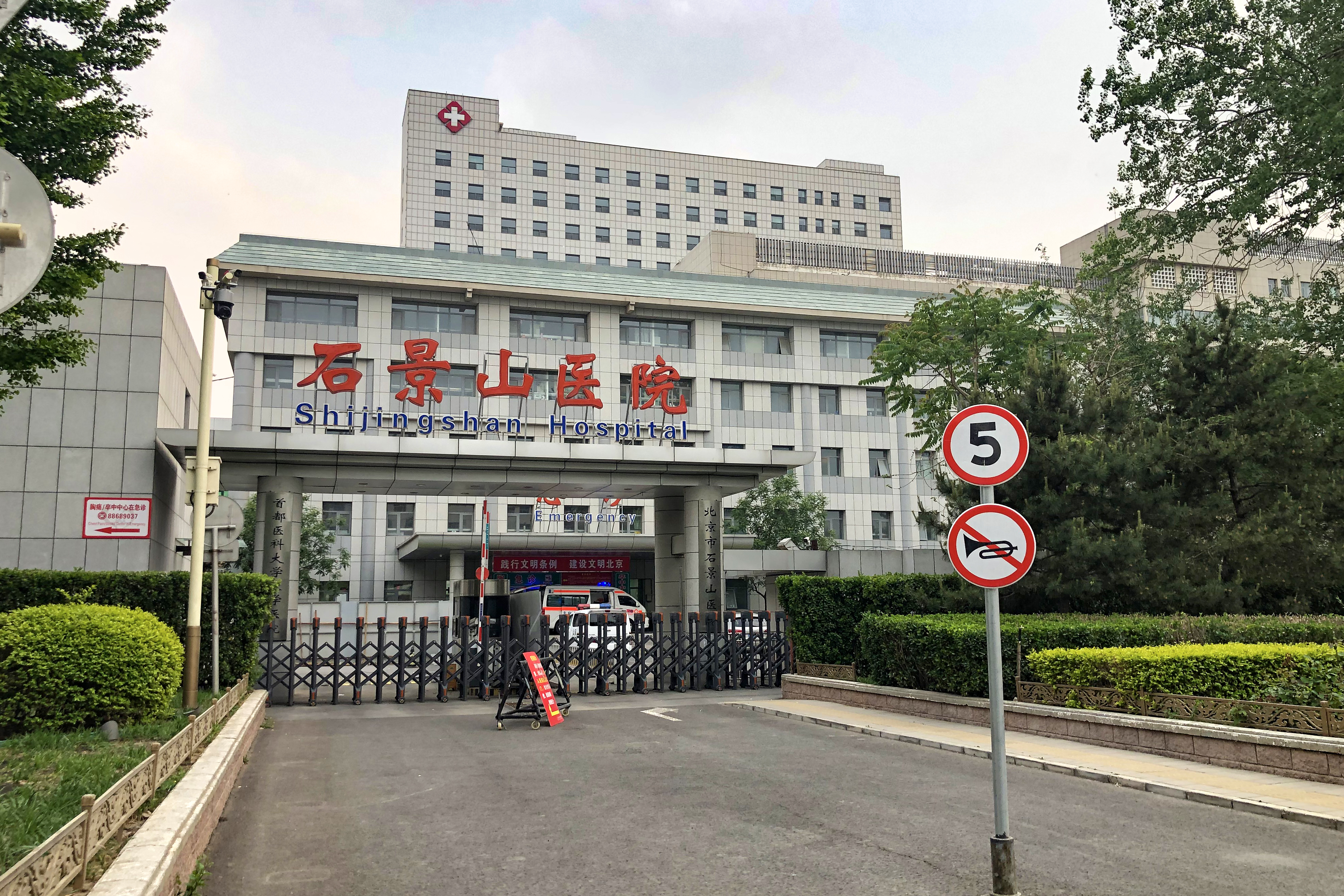
Шицзиншаньская больница
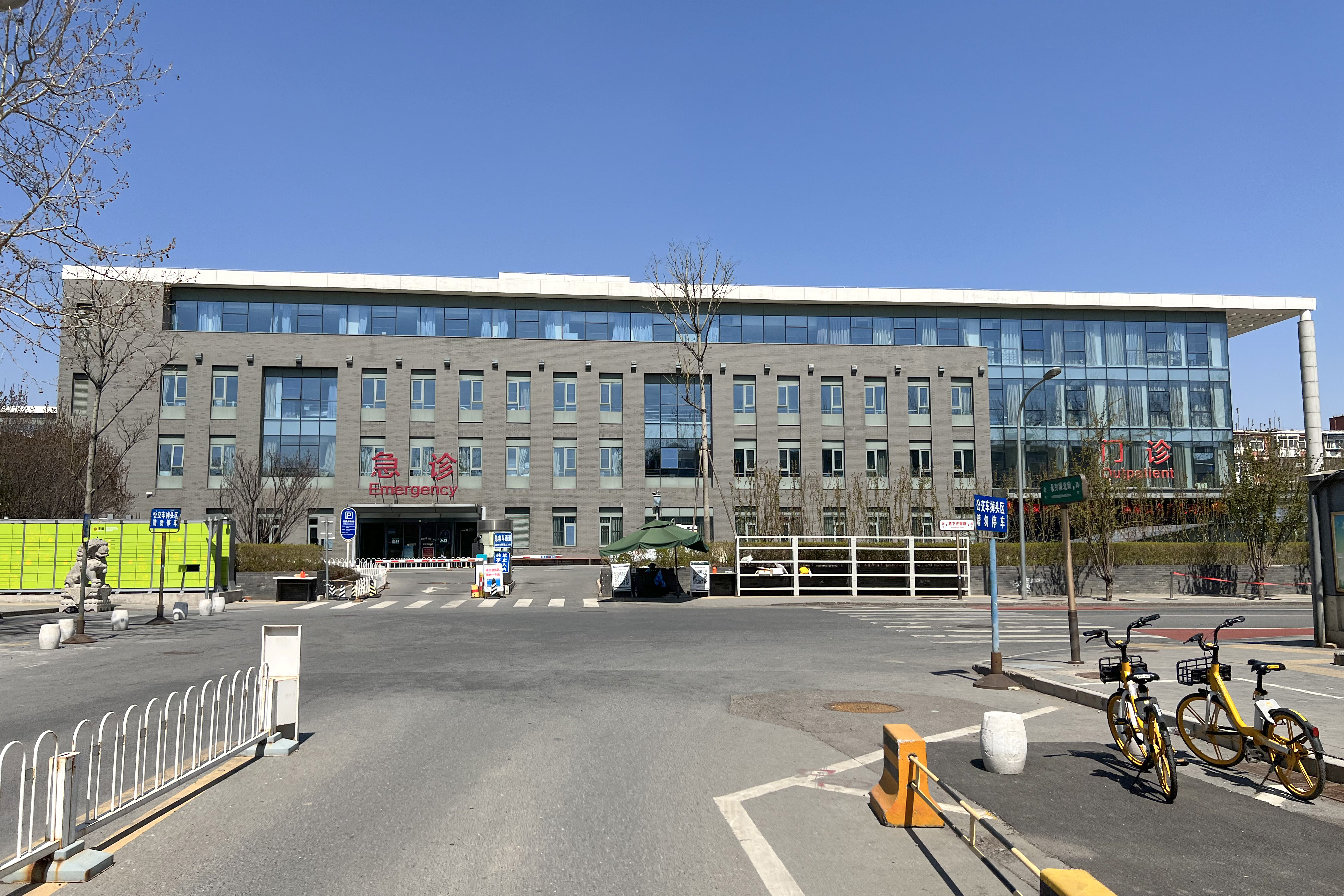
Реабилитационная больница
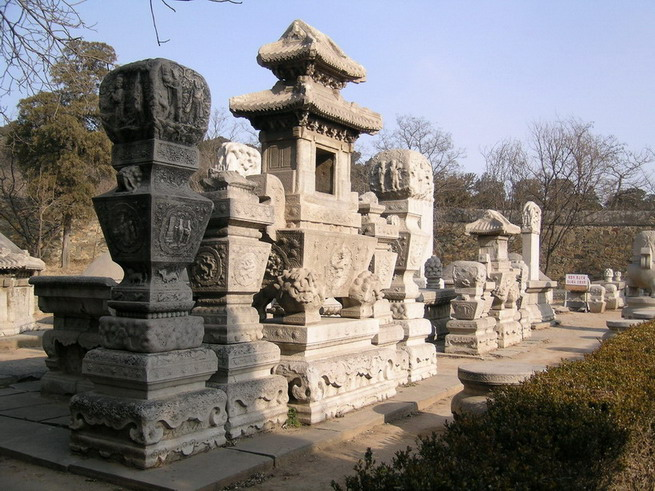
Гробница Тянь И